# Kostel svatého Ducha (Stráž)
Barokní kostel svatého Ducha se nachází ve Stráži na Tachovsku. Od roku 1958 je chráněn jako kulturní památka České republiky.
Vlastníkem kostela je od roku 2020 spolek Omnium, který se nachází v konkurzu.

## Historie
Už v roce 1545 zde nad pramenem stávala kaple. Před rokem 1689 byla barokně přistavěna. Současná podoba kostela pochází zřejmě z přelomu 17. a 18. století. Jeho donátory byli tehdejší majitelé borského panství hrabata von Götzen. Strop byl obnoven po požáru v roce 1876.

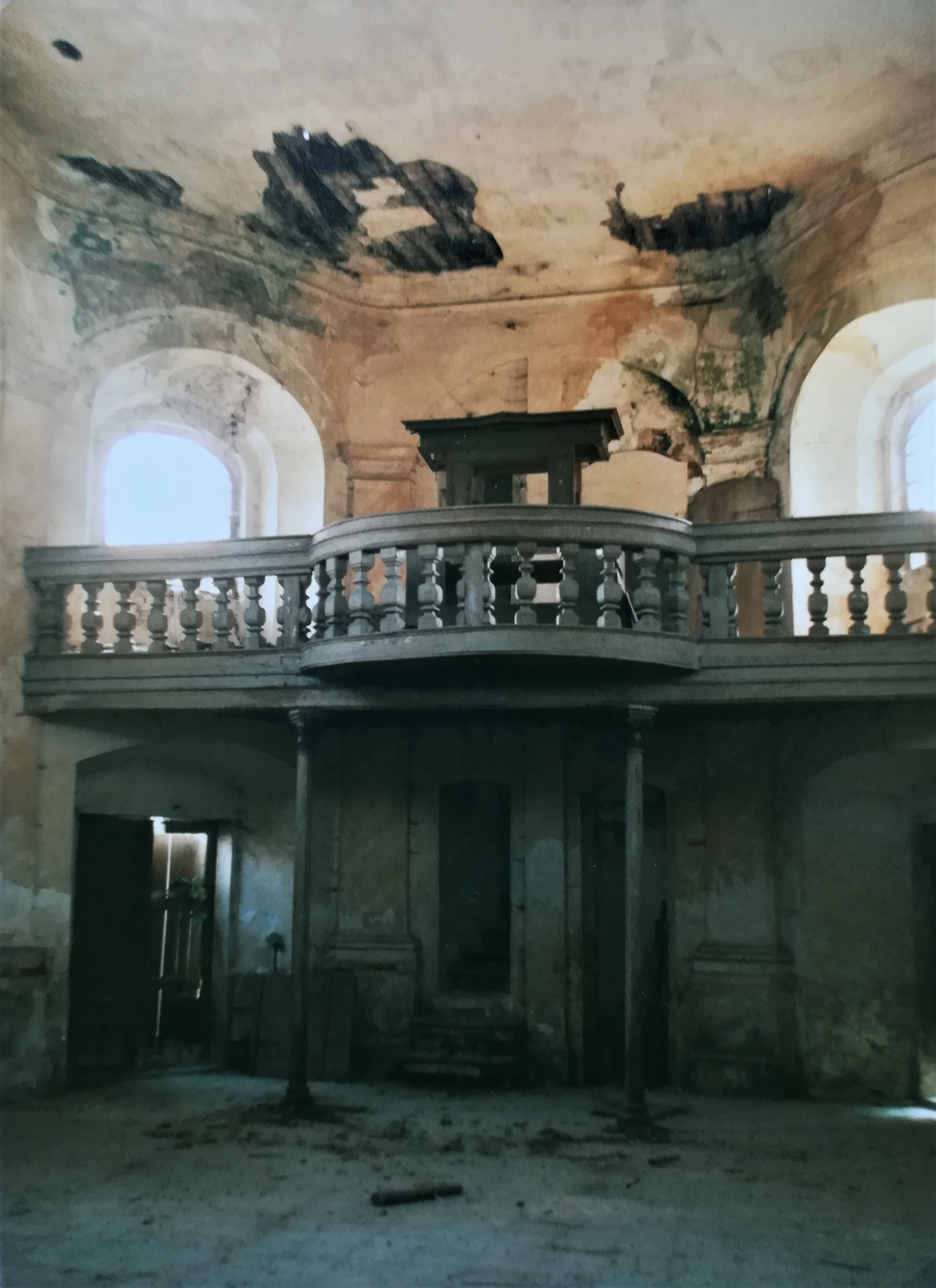
Interiér kostela (stav 1988)

## Stav
Kostel se nachází v havarijním stavu s výjimkou střechy, která byla opravena po roce 2010.